# Karina Ottosen
Karina Ottosen (* 4. März 1981 in Tórshavn) ist eine ehemalige Triathletin aus Dänemark.

## Werdegang
Karina Ottosen wuchs in Tórshavn auf den Färöer-Inseln auf.
Sie begann 2002 mit Triathlon und startete seit 2005 als Profi-Athletin.
2009 konnte sie sich im August auf der Langdistanz als Siegerin der Altersklasse W25–29 beim Ironman UK (3,86 km Schwimmen, 180,2 km Radfahren und 42,195 km Laufen) für einen Startplatz bei den Ironman World Championships auf Hawaii (Ironman Hawaii) qualifizieren, wo sie im Oktober den sechsten Rang belegte.
Im Juli 2010 erreichte sie mit dem zweiten Rang beim Ironman Austria ihre beste Platzierung in einem Ironman-Rennen.
Im August 2015 belegte sie den dritten Rang bei den nationalen Meisterschaften auf der Triathlon-Mitteldistanz.
Seit 2015 tritt sie nicht mehr international in Erscheinung.
Karina Ottosen ist als Physiotherapeutin tätig und lebt heute in Kopenhagen.

## Sportliche Erfolge
| Datum/Jahr    | Rang | Wettbewerb                                           | Austragungsort | Zeit     | Bemerkung                              |
| ------------- | ---- | ---------------------------------------------------- | -------------- | -------- | -------------------------------------- |
| 16. Aug. 2015 | 3    | DEN Middle Distance Triathlon National Championships | Danemark       | 04:37:02 | hinter der Siegerin Maja Stage Nielsen |
| 3. Juli 2011  | 11   | Challenge Aarhus                                     | Aarhus         | 04:40:49 | [ 1 ]                                  |
| 30. Mai 2010  | 10   | Ironman 70.3 Austria                                 | St. Pölten     | 04:42:56 |                                        |
| 24. Mai 2009  | 14   | Ironman 70.3 Austria                                 | St. Pölten     | 04:43:47 |                                        |
| 5. Aug. 2007  | 6    | Antwerp Ironman 70.3                                 | Antwerpen      | 04:56:31 | [ 2 ]                                  |

| Datum/Jahr    | Rang | Wettbewerb                               | Austragungsort    | Zeit     | Bemerkung                                            |
| ------------- | ---- | ---------------------------------------- | ----------------- | -------- | ---------------------------------------------------- |
| 27. Sep. 2015 | 9    | Ironman Chattanooga                      | Chattanooga       | 09:28:02 |                                                      |
| 14. Aug. 2011 | 4    | Challenge Copenhagen                     | Kopenhagen        | 09:42:59 |                                                      |
| 21. Mai 2011  | 3    | Ironman Lanzarote                        | Puerto del Carmen | 10:10:14 | [ 3 ]                                                |
| 6. Nov. 2010  | 4    | Ironman Florida                          | Panama City       | 09:24:34 | persönliche Ironman-Bestzeit                         |
| 4. Juli 2010  | 2    | Ironman Austria                          | Klagenfurt        | 09:34:50 | Zweite hinter der Österreicherin Eva Maria Dollinger |
| 10. Okt. 2009 | 6    | Ironman Hawaii                           | Hawaii            | 10:33:16 |                                                      |
| 28. Juni 2009 | 8    | ITU Long Distance Triathlon World Series | Brasschaat        | 05:00:52 |                                                      |
| 2. Aug. 2009  | 4    | Ironman UK                               | Bolton            | 10:49:08 | Erste in der Altersklasse W25–29                     |